# Ronde van de Toekomst 1978
De Ronde van de Toekomst 1978 (Frans: Tour de l'Avenir 1978) werd gehouden van 4 tot en met 17 september in Frankrijk.
Er werd uitsluitend in het oosten van Frankrijk gekoerst; de start vond plaats in Divonne-les-Bains in het departement Ain en de finish was eveneens in Divonne-les-Bains. Onderweg werd nogmaals Divonne-les-Bains aangedaan. Het eerste deel was voornamelijk een heuvelachtig parcours, de laatste etappes gingen over bergachtig terrein. Deze ronde bestond uit een proloog en twaalf etappes waarvan twee etappes in twee delen op één dag werden gereden. De zesde etappe deel 1 en de negende deel 2 waren een individuele tijdrit, de zesde deel 2 was een ploegentijdrit. De dertiende september was een rustdag.

## Bijzonderheden
- Aan deze ronde deden uitsluitend landenploegen mee.
- In deze ronde werden alle klassementen gewonnen door de renners van de Sovjet-Unie.
- De winnaar van deze editie, de Sovjetrus Sergej Soechoroetsjenkov, zou in het volgende jaar eveneens winnaar van het eindklassement worden. Zijn tweede overwinning betekende dat hij de enige renner is die de Tour de l’Avenir tweemaal op zijn naam wist te schrijven.

## Etappe-overzicht
| etappe         | datum        | start                      | finish                     | afstand  | winnaar                  | klassementsleider        |
| -------------- | ------------ | -------------------------- | -------------------------- | -------- | ------------------------ | ------------------------ |
| proloog        | 4 september  | Divonne-les-Bains          | Divonne-les-Bains          | 4,2 km   | Jan Bogaert              | Jan Bogaert              |
| 1e             | 5 september  | Divonne-les-Bains          | Divonne-les-Bains          | 126 km   | Sergej Soechoroetsjenkov | Sergej Soechoroetsjenkov |
| 2e             | 6 september  | Divonne-les-Bains          | Chalon-sur-Saone           | 182 km   | Aleksander Averin        | Sergej Soechoroetsjenkov |
| 3e             | 7 september  | Chalon-sur-Saone           | Roanne                     | 147 km   | Michael Klasa            | Sergej Soechoroetsjenkov |
| 4e             | 8 september  | Roanne                     | Saint-Étienne              | 140 km   | Aleksander Averin        | Sergej Soechoroetsjenkov |
| 5e             | 9 september  | Saint-Étienne              | Aix-les-Bains              | 109 km   | Ramazan Galaletdinov     | Sergej Soechoroetsjenkov |
| 6e deel 1 (it) | 10 september | Aix-les-Bains              | Aix-les-Bains              | 13 km    | Sergej Soechoroetsjenkov | Sergej Soechoroetsjenkov |
| 6e deel 2 (pt) | 10 september | Aix-les-Bains              | Aix-les-Bains              | 23,5 km  | Sovjet-Unie              | Sergej Soechoroetsjenkov |
| 7e             | 11 september | Aix-les-Bains              | Saint-Trivier-sur-Moignans | 129 km   | Alain Vigneron           | Sergej Soechoroetsjenkov |
| 8e             | 12 september | Saint-Trivier-sur-Moignans | Divonne-les-Bains          | 168 km   | Aleksander Averin        | Sergej Soechoroetsjenkov |
| 9e deel 1      | 14 september | Divonne-les-Bains          | Thonon-les-Bains           | 128,5 km | Sergej Soechoroetsjenkov | Sergej Soechoroetsjenkov |
| 9e deel 2 (it) | 14 september | Thonon-les-Bains           | Thonon-les-Bains           | 34,2 km  | Milos Hrazdira           | Sergej Soechoroetsjenkov |
| 10e            | 15 september | Thonon-les-Bains           | Morzine                    | 114 km   | Ramazan Galaletdinov     | Sergej Soechoroetsjenkov |
| 11e            | 16 september | Morzine                    | Morzine                    | 89,5 km  | Sergej Morosov           | Sergej Soechoroetsjenkov |
| 12e            | 17 september | Morzine                    | Divonne-les-Bains          | 63,5 km  | Marc Durant              | Sergej Soechoroetsjenkov |

## Eindklassementen

### Algemeen klassement
| rang | renner                   | land        | tijd        |
| ---- | ------------------------ | ----------- | ----------- |
| 1    | Sergej Soechoroetsjenkov | Sovjet-Unie | 42u 26' 28" |
| 2    | Ramazan Galaletdinov     | Sovjet-Unie | op 3' 33"   |
| 3    | Sergej Morozov           | Sovjet-Unie | op 4' 42"   |
| 4    | Sergej Averin            | Sovjet-Unie | op 4' 42"   |
| 5    | Alessandro Pozzi         | Italië      | op 4' 55"   |
| 6    | Faustino Rupperez        | Spanje      | op 6' 08"   |
| 7    | Claude Criquielion       | België      | op 8' 31"   |
| 8    | José Antonio Cabrero     | Spanje      | op 9' 10"   |
| 9    | Walter Clivati           | Italië      | op 12' 18"  |
| 10   | Jo Maas                  | Nederland   | op 12' 18"  |

### Puntenklassement
| rang | renner            | land        | tijd |
| ---- | ----------------- | ----------- | ---- |
| 1    | Aleksander Averin | Sovjet-Unie | p    |

### Bergklassement
| rang | renner         | land        | tijd |
| ---- | -------------- | ----------- | ---- |
| 1    | Sergej Morozov | Sovjet-Unie | p    |